# In 100 Years...
In 100 Years... – jedyny singel promujący szósty album niemieckiego zespołu Modern Talking, In the Garden of Venus. Singel został wydany 9 listopada 1987 roku przez wytwórnię Hansa International. Później ukazał się jako remiks na płytach:
- Back for Good (jako osobny utwór)
- Alone (jako ósmy w miksie utworów "Space Mix")
- The Final Album, na którym w wersji DVD pojawił się także teledysk z 1987 roku.

## Lista utworów

### Wydanie na 7"
7" (Hansa 109 543) (BMG) – 09.11.1987
| 1. | "In 100 Years... (Part I)"  | 3:51  |
|    |                             |       |
| 2. | "In 100 Years... (Part II)" | 4:06  |
|    |                             |       |
|    |                             | 07:57 |
|    |                             |       |

### Wydanie na 12"
12" (Hansa 609 543) (BMG) – 09.11.1987
| 1. | "In 100 Years... (Long Version – Future Mix)" | 6:39  |
|    |                                               |       |
| 2. | "In 100 Years... (Part I)"                    | 3:51  |
|    |                                               |       |
| 3. | "In 100 Years... (Part II)"                   | 4:06  |
|    |                                               |       |
|    |                                               | 14:36 |
|    |                                               |       |

## Listy przebojów (1987)
| Państwo   | Najwyższe miejsce |
| --------- | ----------------- |
| Niemcy    | 30                |
| RPA       | 18                |
| Hiszpania | 4                 |
| Turcja    | 1                 |

## Autorzy
- Muzyka: Dieter Bohlen
- Autor tekstów: Dieter Bohlen
- Wokalista: Thomas Anders
- Producent: Dieter Bohlen
- Aranżacja: Dieter Bohlen
- Współproducent: Luis Rodriguez